# Coupe de France 1926/27
Der Wettbewerb um die Coupe de France in der Saison 1926/27 war die zehnte Ausspielung des französischen Fußballpokals für Männermannschaften. In diesem Jahr meldeten 346 Vereine.
Titelverteidiger war Olympique Marseille, der den Pokal erneut – und insgesamt zum dritten Mal seit 1924 – gewinnen konnte. Damit zog Marseille mit Red Star Paris gleich.
Gegner im Finale war wiederum – wie 1926 die AS Valentigney – eine Firmenmannschaft, und zwar die US Quevilly, deren Spielerkader nahezu geschlossen bei der Lozai-Werft in Petit-Quevilly nahe Rouen arbeitete. Im Vorjahr hatte USQ es bereits bis ins Achtelfinale geschafft, in dem sie ihrem diesjährigen Endspielkontrahenten mit 0:4 unterlegen war.
Die Pokalkommission des Landesverbands FFF setzte für Zweiunddreißigstel- und Sechzehntelfinale sämtliche Begegnungen sowie das Heimrecht fest, wobei Fragen der Reisedistanzen im großflächigen Frankreich ebenso eine Rolle spielten wie die Qualität der an den jeweiligen Orten vorhandenen Spielstätten und der Infrastruktur. Neu war in diesem Jahr, dass im Zweiunddreißigstelfinale nur 24 Partien ausgetragen wurden, weil die acht Viertelfinalisten des vorangegangenen Wettbewerbes ein Freilos bekamen. Dieses Experiment wurde in der Folge nicht wiederholt.
Ab dem Achtelfinale wurden die Paarungen frei ausgelost, die Partien fanden auf neutralem Platz statt. Endete eine Begegnung nach Verlängerung unentschieden, kam es zu einem oder mehreren Wiederholungsspielen (in den ersten beiden landesweiten Runden zunächst auf dem Platz des Gegners und danach weiter im Wechsel, ab dem Achtelfinale an neutralem Ort).

## Zweiunddreißigstelfinale
Spiele am 5., Wiederholungsmatch am 19. Dezember 1926
| - Drapeau Fougères – US Boulogne 3:1 - US Dunkerque-Malo – CA Metz 4:1 - L’Armoricaine Brest – SO de l’Est 3:2 - Le Havre AC – Racing Calais 4:1 - AC Amiens – CA du 14e Arrondissement 5:2 - Stade Laval – AS Cheminots Rennes 2:0 - AS Strasbourg – US Belfort 1:2 - CS Jean Bouin Angers – CASG Paris 0:2 - UA du 16e Arrondissement – US Saint-Servan 1:3 - Lyon OU – Stade Raphaëlois 0:2 - Stade Rennes – Racing Club Rouen 0:1 - Stade Roubaix – SC Reims 2:1 | - AS Metz – Racing Roubaix 1:4 - Stade Béthune – Stade Le Havre 1:2 - SC Abbeville – US Suisse Paris 0:6 - Stade Quimper – Stade Bordeaux UC 1:2 - CA Paris – FC Saint-Louis 1911 4:0 - RC Strasbourg – SC Nîmes 2:3 - SO Montpellier – CO Saint-Chamond 3:2 - US Vergèze – Stade Mont-de-Marsan 3:3 n. V., 1:2 - AC Rueil – Olympique Lille 1:4 - FEC Levallois – FC Mulhouse 1893 1:0 - ES Bully – US Quevilly 0:1 - AS Cannes – AS Amicale Paris 3:1 |

## Sechzehntelfinale
Spiele am 2. bzw. 9., Wiederholungsmatches am 27. bzw. 30. Januar 1927
| - Drapeau Fougères – FC Rouen (a) 2:3 - Club Français Paris (a) – L’Armoricaine Brest 2:1 - US Belfort – FC Cette (a) 3:3 n. V., 1:3 - US Saint-Servan – Stade Français Paris (a) 3:2 n. V. - Stade Raphaëlois – AS Valentigney (a) 0:0 n. V., 3:2 - Racing Club Rouen – US Tourcoing (a) 0:1 - Stade Roubaix – CASG Paris 3:4 - Racing Roubaix – Le Havre AC 1:0 | - Stade Le Havre – US Dunkerque-Malo 2:1 n. V. - US Suisse Paris – SO Montpellier 5:1 - Stade Bordeaux UC – AS Cannes 1:2 - SC Nîmes – CA Paris 1:3 - Stade Mont-de-Marsan – CA Vitry (a) 2:1 - Olympique Lille – Stade Laval 7:1 - Olympique Marseille (a) – FEC Levallois 2:0 - US Quevilly – AC Amiens 2:0 |

## Achtelfinale
Spiele am 6. Februar 1927
| - FC Rouen – US Quevilly 0:2 - Club Français Paris – Stade Mont-de-Marsan 4:0 - Stade Le Havre – US Saint-Servan 2:1 n. V. - Stade Raphaëlois – US Tourcoing 3:1 | - US Suisse Paris – AS Cannes 5:3 - CA Paris – CASG Paris 2:1 n. V. - Olympique Lille – Racing Roubaix 2:1 - Olympique Marseille – FC Cette 2:0 |

## Viertelfinale
Spiele am 6., Wiederholungsmatch am 27. März 1927
| - US Quevilly – US Suisse Paris 4:1 n. V. - Stade Raphaëlois – Stade Le Havre 2:1 n. V. | - CA Paris – Club Français Paris 2:2 n. V., 2:1 - Olympique Marseille – Olympique Lille 1:0 n. V. |

## Halbfinale
Spiele am 3., Wiederholungsmatches am 17. bzw. 24. April 1927
| - Olympique Marseille – CA Paris 1:1 n. V., 6:0 | - US Quevilly – Stade Raphaëlois 1:1 n. V., 1:0 |

## Finale
Spiel am 8. Mai 1927 im Stade de Colombes vor 23.800 Zuschauern
- Olympique Marseille – US Quevilly 3:0 (2:0)

### Mannschaftsaufstellungen
Auswechslungen waren damals nicht möglich; einen fest angestellten Trainer besaßen zu dieser Zeit nur wenige Klubs in Frankreich.
Olympique Marseille: Charles Allé – Paul Schnoeck, Louis Jacquier – Ernest Clère , Jean Cabassu, Aimé Durbec – Jules Dewaquez, Raymond Durand, Jean Boyer, Édouard Crut, Maurice Gallay
Trainer: Victor Gibson
US Quevilly: Walter Puddefoot – Charles Demeilliez, Guillaume Farret – Robert Hecquet, Philippe Bonnardel , Groult – Norman Deans, Guillard, Lucien Fagris, René Willig, Lucien Verdin
Schiedsrichter: Paul Quittemel (Paris)

### Tore
1:0 Durand (34.)

2:0 Gallay (36.)

3:0 Dewaquez (89.)

### Besondere Vorkommnisse
Anlässlich des zehnjährigen Jubiläums der Coupe de France übergab nach dem Schlusspfiff des Endspiels zum ersten Mal Frankreichs Staatspräsident Gaston Doumergue den Siegerpokal an den Spielführer des Gewinners. Diese Zeremonie führt seither stets  das Staatsoberhaupt oder in den seltenen Fällen, in denen dieses verhindert ist, ein anderer hochrangiger Politiker durch. Das Finale 1926/27 sah noch eine weitere Premiere: erstmals war längs der Seitenlinien ein halbes Dutzend Balljungen postiert, gewandet in den Farben der Tricolore.
Auf Seiten Marseilles waren drei Spieler bei allen drei gewonnenen Pokalendspielen beteiligt: Jean Boyer, Édouard Crut und Louis Jacquier; für Jean Cabassu (fehlte 1926), Ernest Clère, Maurice Gallay und Jules Dewaquez (1924 noch nicht dabei) war es der zweite Erfolg. Dewaquez allerdings gewann dennoch bereits seine dritte, Boyer sogar seine vierte Coupe: sie hatten schon früher mit Olympique Pantin (Dewaquez, 1918) bzw. mit CASG Paris (Boyer, 1919) in einer Siegermannschaft gestanden.